# Ethylalkohol landwirtschaftlichen Ursprungs

Strukturformel von Ethylalkohol

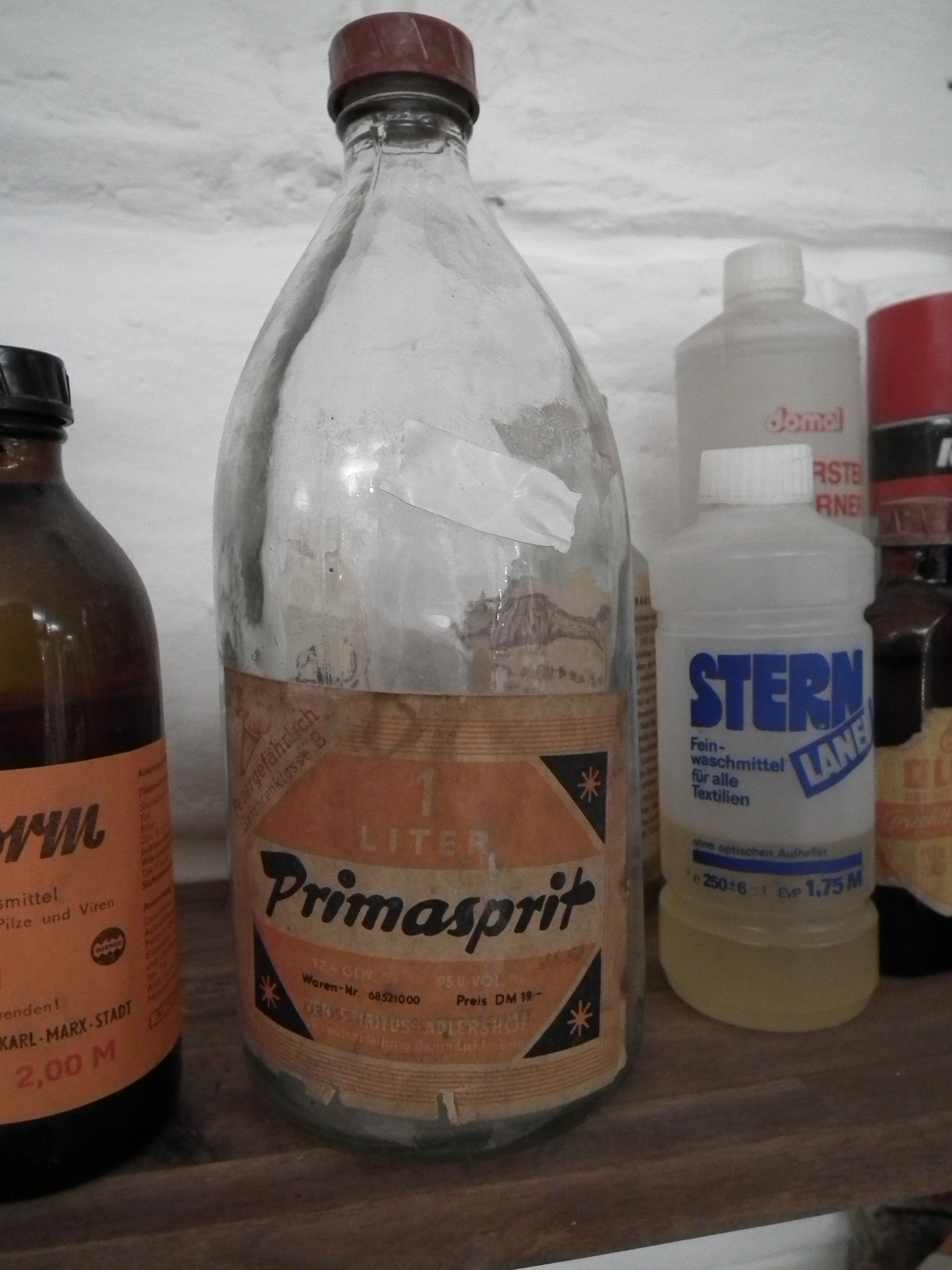
Flasche 1 Liter Primasprit

Unter Ethylalkohol landwirtschaftlichen Ursprungs, auch Agraralkohol, Primasprit, Trinkspiritus oder Weingeist (Deutschland) sowie Trinksprit (Schweiz) genannt, versteht man hochprozentigen Alkohol (Ethanol), der durch alkoholische Gärung aus in der Landwirtschaft erzeugten zucker- oder stärkehaltigen Rohstoffen wie Obst, Getreide, Zuckerrüben, Zuckerrohr, Melasse oder Kartoffeln und anschließendes Brennen der Maische gewonnen wurde. Er wird in der Arznei-, Kosmetik- und Lebensmittelherstellung verwendet. Synthetisch aus dem Erdölderivat Ethen hergestellter Alkohol sowie Alkohol aus nichtlandwirtschaftlichen Rohstoffen (bsp. Cellulose-Ethanol) darf dafür nicht verwendet werden.
Im Gegensatz zu Spirituosen wie Korn- und Obstbränden besitzt Weingeist keine sensorischen Eigenschaften der Ausgangsprodukte.
Soll Ethylalkohol unversteuert abgegeben und für technische Zwecke weiterverarbeitet werden, muss er vorher durch Vergällung ungenießbar gemacht werden (denaturiertes Ethanol, siehe Brennspiritus).

## Verwendung
Ethylalkohol kann sowohl zur Weiterverarbeitung im Bereich der Lebensmittelindustrie zu Spirituosen wie Wodka, Gin oder Likören sowie Branntweinessig und Aromen wie auch bei der Herstellung von Arzneimitteln, Kosmetika, Reinigungsmitteln, Desinfektionsmitteln, Frostschutzmitteln, Farben oder Lacken verwendet werden. Die Erhaltung, Landschafts- und Biotop-Pflege zahlreicher Streuobstwiesen gelingt heute oft nur noch durch die Abnahmegarantie der Bundesmonopolverwaltung für Branntwein, die den Alkohol vieler bäuerlicher Kleinbetriebe und Nebenerwerbsbrennereien abnimmt, den diese aus Streuobst destillieren (soweit sie Obstschnaps, Kornbrand oder Kartoffelschnaps nicht vermarkten können).
Früher wurde in „harten Berufen“ (z. B. in Bergbau, Glasindustrie oder Ziegeleien) Trinkalkohol, auf Trinkstärke verdünnter Ethylalkohol als Deputatleistung abgegeben. Dafür gab es in Drogerien oder ähnlichen Geschäften gesonderte Aromen und Zusatzstoffe, die dem Schnaps eine Geschmacksnote gaben.
Mit Benzin oder ETBE denaturierter Ethylalkohol (biogen erzeugtes Ethanol) kann als Ottokraftstoff eingesetzt werden und hochoktaniges Benzin ersetzen. In dieser Form wird Ethylalkohol landwirtschaftlichen Ursprungs in der Regel als Bioethanol bezeichnet. Von der produzierten Menge biogen erzeugten Ethanols werden in Deutschland etwa 50 % als Neutralalkohol für Getränke und Lebensmittel sowie für weitere technische Zwecke erzeugt und etwa 50 % zur Nutzung als „nachwachsender“ Bestandteil von Superkraftstoff oder E10 (Kraftstoff) bzw. in reiner Form als Ethanol-Kraftstoff. Weltweit liegt das Verhältnis etwa bei 35 % zu 65 %.

## Weiterführende Literatur
- Helmut Arntz: Weinbrenner. Die Geschichte vom Geist des Weines. Seewald, Stuttgart 1975.